# Coudures
Coudures (gaskonsko Couduras) je naselje in občina v francoskem departmaju Landes regije Akvitanije. Naselje je leta 2009 imelo 460 prebivalcev.

## Geografija
Kraj leži v pokrajini Gaskonji 26 km južno od središča Mont-de-Marsana.

## Uprava
Občina Coudures skupaj s sosednjimi občinami Audignon, Aurice, Banos, Bas-Mauco, Cauna, Dumes, Eyres-Moncube, Fargues, Montaut, Montgaillard, Montsoué, Saint-Sever in Sarraziet sestavlja kanton Saint-Sever s sedežem v Saint-Severu. Kanton je sestavni del okrožja Mont-de-Marsan.

## Zgodovina
Naselbina je bila ustanovljena kot srednjeveška bastida pod Plantageneti leta 1305.

## Zanimivosti
- cerkev sv. Martina,
- arena Coudures.